# Shōwa (Gunma)
Shōwa (昭和村?) è un villaggio giapponese della prefettura di Gunma.